# Odontolabis martinii
Odontolabis martinii es una especie de coleóptero de la familia Lucanidae.

## Distribución geográfica
Habita en Malasia.